# Карија (град)
Карија (јап. 刈谷市) град је у Јапану у префектури Аичи. Према попису становништва из 2015. у граду је живело 149.030 становника.

## Географија
Карија се налази у централном делу префектуре Аичи.

## Историја
Карија је био град тврђава за време Сенгоку периода, у зони сукоба између Имагава клан, Ода клан и разних локалних господара рата, укључујући и Нике клан и Мацудаира клан. Токугава Иејасу деда по мајци Мизуно Тадамаса обновио је Карија дворц средином 16. века. Мизуно клан вешто мењао оданост између Имагава клан, Ода Нобунага и Тојотоми Хидејоши, који пресељава клан у провинцију Исе. Међутим, Мизуно Кацунари, унуку Тадамаса је дозвољено да се врати на територију клана својг предка Иејасуа након битке код Секигахаре и даимјо од Карија власти феудал хан под Токугава Шогунатом. Власт је пребачена многобројним клановима током Едо периода, али је задржана од стране Дои клана од 1734. до Меиџи револуције.
Након Меиџи револуције, варош Карија је настао у оквиру области Хекикај, Префектура Аичи 1. октобра, 1889. Град је напредовао као центар за трговину, производњу сакеа, свиларства и керамике, због свог положаја поред главне железничке трасе. Карија је остварио статус града 1. априла 1950. а граду су припојени суседни Фујимацу и већина Јосами села 1. април, 1955.

## Становништво
Према подацима са пописа, у граду је 2015. године живело 149.030 становника, густина насељености 2960 km². Укупна површина је 50,39 km².
| 1995.   | 2000.   | 2005.   |
| ------- | ------- | ------- |
| 125.305 | 132.054 | 142.134 |

## Партнерски градови
- Мисисога